# Sadam Ali
Sadam Ali est un boxeur américain né le 26 septembre 1988 à Brooklyn, New York.

## Carrière
Passé professionnel en 2009, il devient champion du monde des poids super-welters WBO le 2 décembre 2017 après sa victoire aux points contre Miguel Cotto diminué par une blessure au bras au 7e round. Ali est en revanche battu dès le combat suivant par arrêt de l'arbitre au 4e round contre Jaime Munguia le 12 mai 2018.